# Apanteles benevolens
Apanteles benevolens är en stekelart som beskrevs av Papp 1973. Apanteles benevolens ingår i släktet Apanteles och familjen bracksteklar. Inga underarter finns listade i Catalogue of Life.